# Reguengos de Monsaraz
Reguengos de Monsaraz is een stad en gemeente in het Portugese district Évora.
De gemeente heeft een totale oppervlakte van 465 km² en telde 11.382 inwoners in 2001. De stad telt 7100 inwoners.

## Kernen
De volgende freguesias liggen in gemeente Reguengos de Monsaraz:
- Campinho
- Campo
- Corval

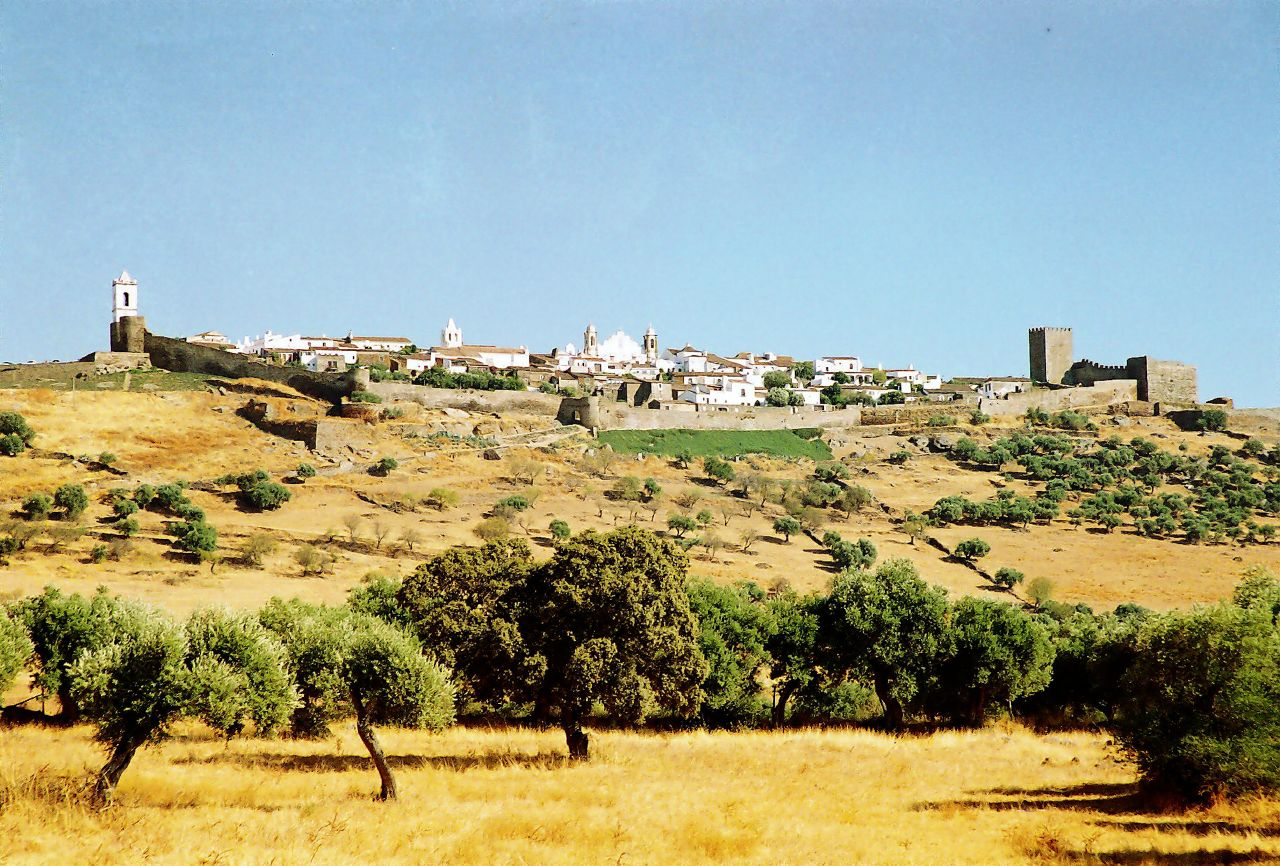
Monsaraz
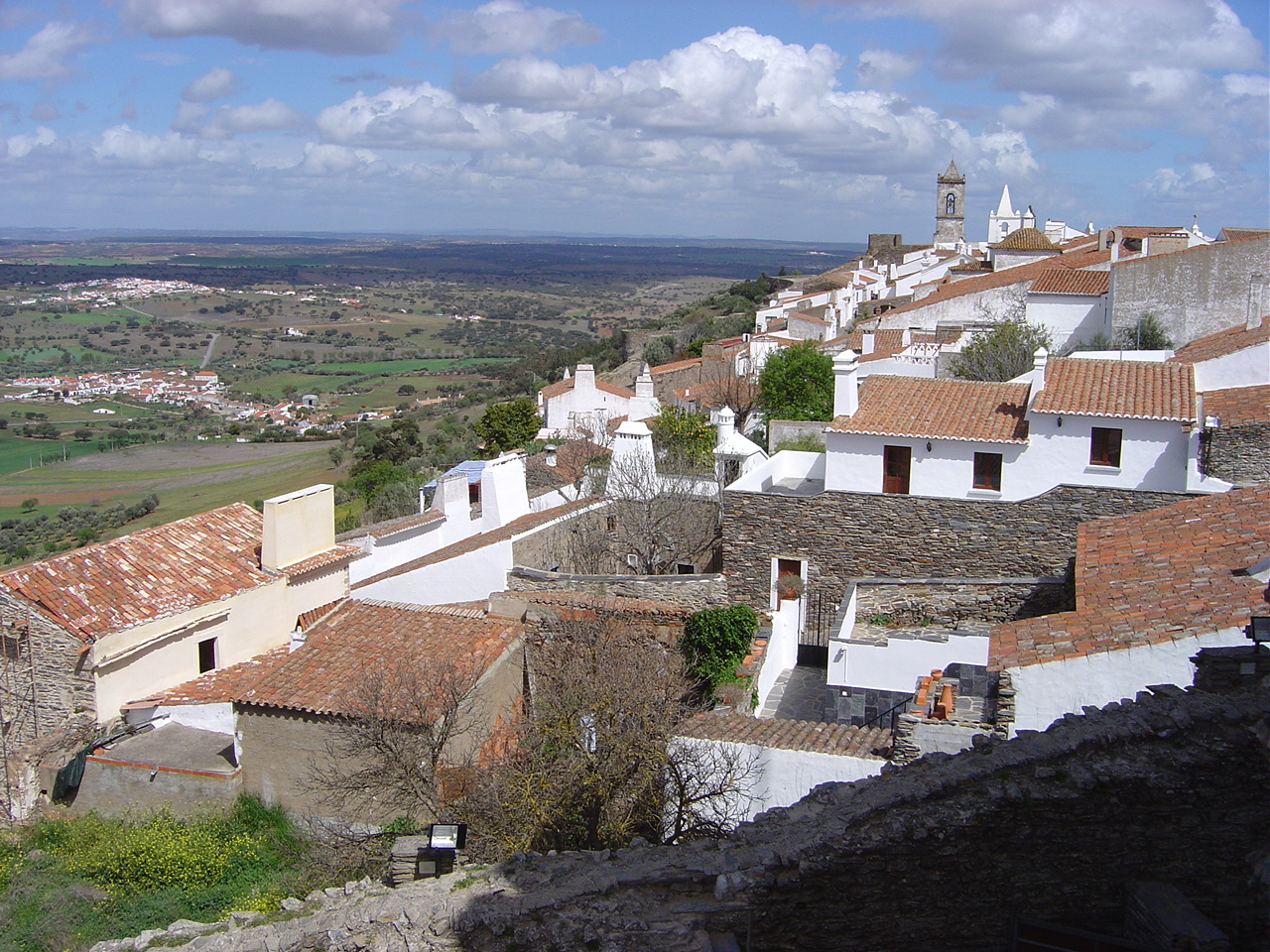
Monsaraz
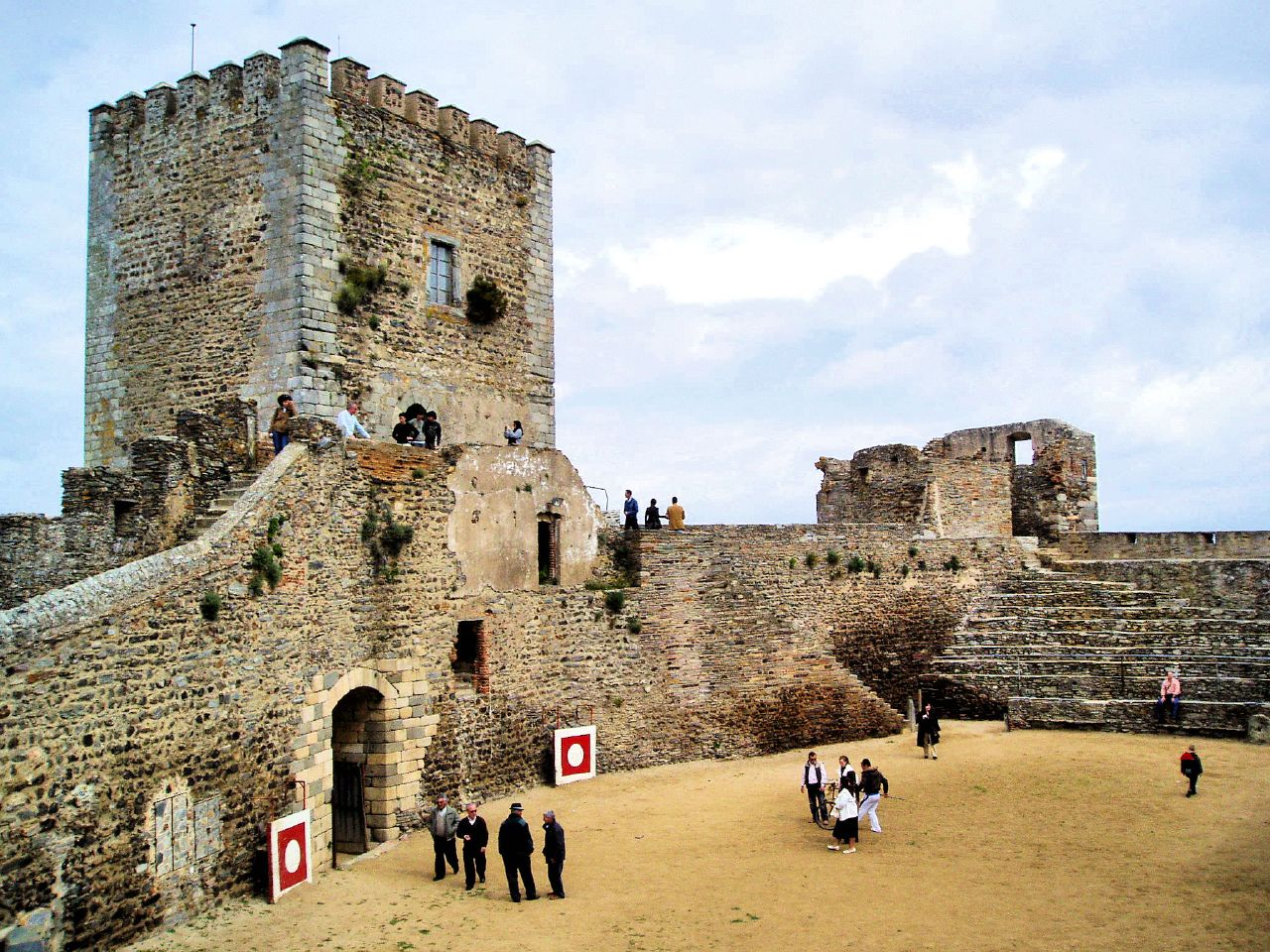
Monsaraz, het kasteel
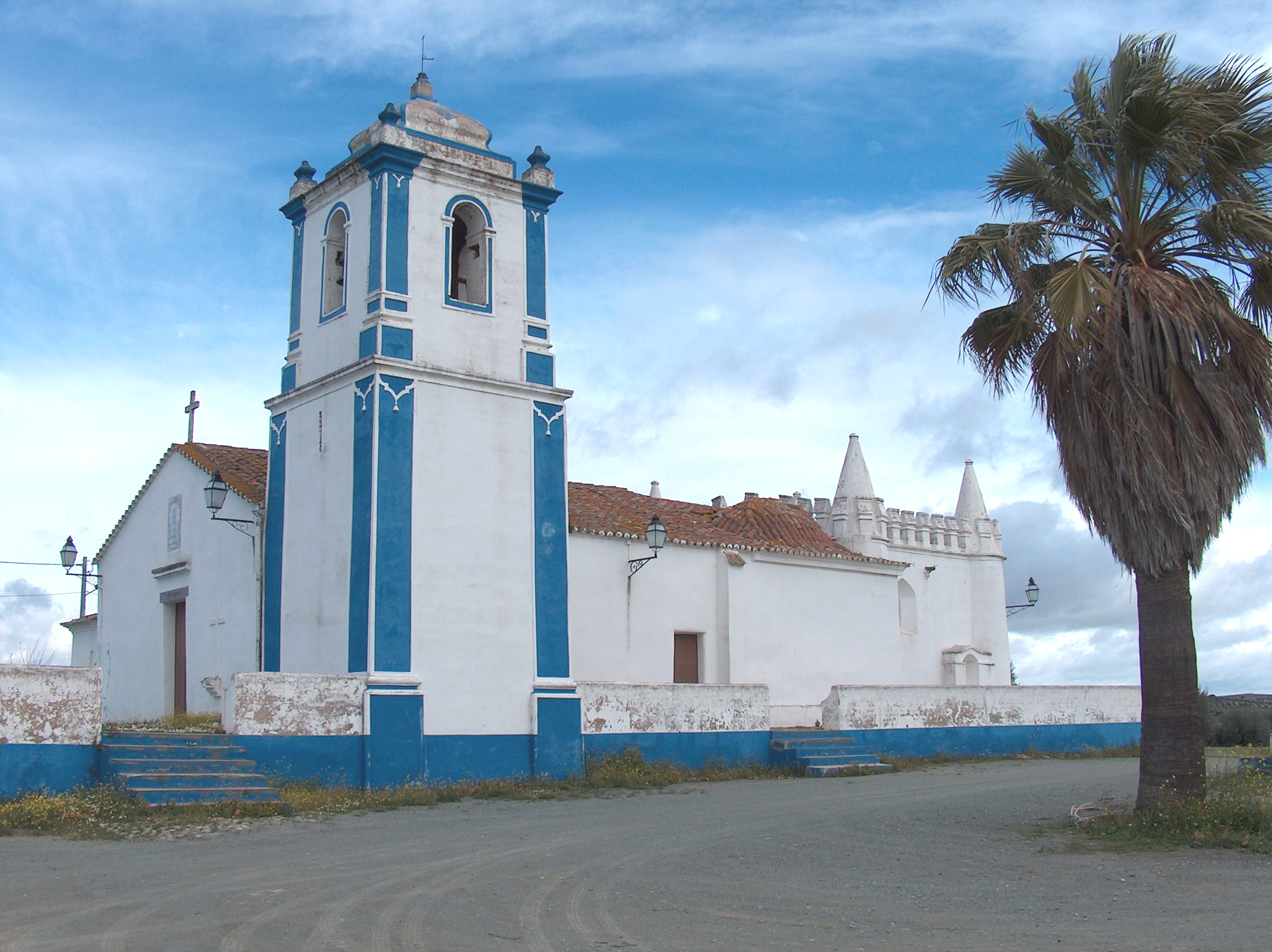
Monseraz, kerk: Nossa Senhora do Rosário

- Reguengos de Monsaraz

- Monsaraz
- Monsaraz
- Monsaraz, het kasteel
- Monseraz, kerk: Nossa Senhora do Rosário